# 6 agosto
Il 6 agosto è il 218º giorno del calendario gregoriano (il 219º negli anni bisestili). Mancano 147 giorni alla fine dell'anno.

## Eventi
- 439 – Licinia Eudossia, figlia dell'imperatore romano d'Oriente Teodosio II e moglie dell'imperatore romano d'Occidente Valentiniano III, è elevata al rango di augusta
- 686 - Vittoria di Ibrahim ibn al-Ashtar sul Fiume Khāzir (Iraq) e morte del Wālī di Kufa, ʿUbayd Allāh ibn Ziyād
- 1003 – L'ammiraglio pisano Carlo Orlandi sconfigge una flotta musulmana nelle acque di Civitavecchia
- 1005 – Nel corso di una spedizione contro i musulmani, l'ammiraglio pisano Pandolfo Capronesi conquista le città di Reggio Calabria, Amantea, Tropea e Nicotera
- 1063 – La flotta da guerra pisana forza il porto di Palermo e saccheggia la città
- 1087 – Dopo aver espugnato Pantelleria, la flotta pisana sbarca in Africa e conquista le città di Zawila e Mahdia
- 1119 – La flotta pisana sconfigge quella genovese nelle acque di Portovenere
- 1135 – I pisani conquistano Amalfi
- 1282 – Sconfitta genovese a opera dei pisani nelle acque di Portovenere
- 1284 – Rovinosa sconfitta pisana a opera dei genovesi nella battaglia della Meloria
- 1538 – Gonzalo Jiménez de Quesada fonda la città di Bogotà
- 1657 – Nel corso della guerra contro l'Impero spagnolo di Filippo IV d'Asburgo, i francesi di Luigi XIV, dopo un lungo assedio, conquistano Montmédy nei Paesi Bassi spagnoli
- 1791 – A Berlino viene aperta al traffico la Porta di Brandeburgo
- 1806 – Francesco II, ultimo Imperatore del Sacro Romano Impero, è costretto da Napoleone I ad abdicare, restando solo imperatore d'Austria: è la fine del Sacro Romano Impero
- 1824 – Battaglia di Junín, Perù: le forze di Simón Bolívar vincono sulle spagnole di José de Canterac
- 1825 – La Bolivia ottiene l'indipendenza dalla Spagna
- 1861 – Annessione britannica di Lagos e Nigeria
- 1862 – Guerra di secessione americana: la corazzata confederata CSS Arkansas si rovescia sul Fiume Mississippi dopo essere stata danneggiata in battaglia dalla USS Essex nei pressi di Baton Rouge (Louisiana)
- 1863 – Nell'opificio di Pietrarsa, gli operai inducono uno sciopero per protestare contro i continui licenziamenti, riduzione di stipendio e aumento delle ore di lavoro volute dal direttore Jacopo Bozza; lo sciopero viene brutalmente represso: si stimano almeno sette morti e 20 feriti gravi
- 1869 – Viene fondato il Santuario Shōkon-sha per deificare i morti della Guerra Boshin; successivamente sarà sostituito dal Santuario Yasukuni che comprende i morti anche delle guerre successive fino alla seconda guerra mondiale inclusa, per un totale di circa 2466000 persone
- 1875 – Muore assassinato a Quito lo statista ecuadoriano Gabriel García Moreno
- 1890 – Nella Prigione di Auburn a New York, viene eseguita la prima esecuzione con la sedia elettrica; il condannato fu l'omicida William Kemmler
- 1915 – Prima guerra mondiale:
  - Inizia la battaglia di Sari Bair: gli Alleati eseguono un attacco diversivo in coincidenza con un grosso sbarco alleato nella Baia di Suvla
  - I tedeschi tentarono di conquistare, facendo ampio uso di gas al cloro, la Fortezza di Osowiec, azione che fu respinta da un ostinata resistenza dei russi passata alla storia come la Carica dei morti
- 1916 – Prima guerra mondiale: ha inizio la Sesta battaglia dell'Isonzo, detta anche battaglia di Gorizia: negli scontri troverà eroica morte il volontario mutilato Enrico Toti
- 1926
  - A New York il sistema Vitaphone dei Fratelli Warner debutta nel film Don Giovanni e Lucrezia Borgia, con John Barrymore
  - Gertrude Ederle diventa la prima donna ad attraversare a nuoto La Manica
- 1945 – Seconda guerra mondiale, bombardamento atomico di Hiroshima: una bomba atomica, chiamata in codice Little Boy, viene sganciata dal B-29 statunitense Enola Gay sulla città di Hiroshima in Giappone alle 8:16 di mattina (ora locale). Esplose a un'altitudine di 576 metri con una potenza pari a 12 500 tonnellate di TNT, uccidendo all'istante 80 000 persone (altre 60 000 moriranno entro la fine dell'anno a causa delle malattie provocate dal fallout nucleare) e distruggendo circa l'80% dell'area edificata della città
- 1960 – Rivoluzione cubana: in risposta all'embargo degli Stati Uniti d'America, Cuba nazionalizza tutte le proprietà straniere del Paese
- 1962 – La Giamaica diventa indipendente dal Regno Unito
- 1964 – Papa Paolo VI pubblica l'enciclica Ecclesiam Suam che stabilisce per quali vie la Chiesa cattolica debba oggi adempire il suo mandato
- 1965 – Il presidente statunitense Lyndon B. Johnson tramuta in legge il Voting Rights Act del 1965
- 1969 – La NASA annuncia gli equipaggi che prenderanno parte alle missioni lunari Apollo 13 e Apollo 14
- 1970 – In occasione del 25º anniversario dello sgancio della bomba atomica su Hiroshima, si tiene allo Shea Stadium di New York un grande concerto per la pace a cui partecipano numerosi artisti fra cui Janis Joplin, Paul Simon, Steppenwolf e Johnny Winter
- 1980 – Il magistrato Gaetano Costa cade vittima della mafia
- 1985 – La mafia uccide Antonino Cassarà e Roberto Antiochia
- 1990 – Guerra del Golfo: il Consiglio di sicurezza delle Nazioni Unite ordina un embargo commerciale globale contro l'Iraq in risposta all'Invasione del Kuwait
- 1991 – Tim Berners-Lee pubblica il primo sito World Wide Web nella rete Internet, dando vita al fenomeno della tripla W
- 1993 – Papa Giovanni Paolo II pubblica l'enciclica Veritatis Splendor indirizzata «a tutti i vescovi della Chiesa cattolica circa alcune questioni fondamentali dell'insegnamento morale della Chiesa»
- 1996 – La NASA annuncia che il meteorite ALH 84001, che ritiene originato da Marte, contiene prove di forme di vita primitive
- 1997 – La Microsoft compra una quota di azioni del valore di 150 milioni di dollari della Apple Computer, che si trova in difficoltà finanziarie
- 1997 - Il volo Korean Air 801 si schianta durante l'avvicinamento all'aeroporto internazionale di Guam.
- 2001 – Il presidente statunitense George W. Bush riceve un rapporto intitolato Bin Ladin Determined to Strike in US ("Bin Laden è determinato a colpire negli USA")
- 2002 – Manindra Agrawal e altri studiosi dimostrano la congettura dei "primi in P" (vedi algoritmo AKS)
- 2005 – Un Atr 72 della Tuninter, la compagnia charter della Tunisair, partito da Bari con destinazione Jerba, dopo un'ora circa dal decollo precipita a 12 miglia dalla costa di Palermo provocando la morte di 16 persone e il ferimento di altre 23
- 2008 – In Mauritania un colpo di Stato dell'esercito porta all'arresto del presidente Sidi Mohamed Ould Cheikh Abdallahi, del primo ministro Yahya Ould Ahmed El Waghef e del ministro dell'interno
- 2012 – Curiosity atterra con successo sul suolo di Marte alle 5.31 UTC
- 2014 – La sonda spaziale Rosetta, dopo un viaggio durato circa dieci anni, raggiunge la cometa 67P/Churyumov-Gerasimenko, obiettivo finale della missione

## Nati
Ci sono circa 1 170 voci su persone nate il 6 agosto; vedi la pagina Nati il 6 agosto per un elenco descrittivo o la categoria Nati il 6 agosto per un indice alfabetico.

## Morti
Ci sono circa 500 voci su persone morte il 6 agosto; vedi la pagina Morti il 6 agosto per un elenco descrittivo o la categoria Morti il 6 agosto per un indice alfabetico.

## Feste e ricorrenze

### Civili
Nazionali:
- Bolivia – Giorno dell'indipendenza
- Emirati Arabi Uniti – Giorno dell'ascensione al trono di Sua Altezza Sceicco Zayed bin Sultan Al Nahyan
- Giamaica – Giorno dell'indipendenza
- Giappone – Cerimonia presso il Memoriale della pace di Hiroshima per commemorare le vittime del bombardamento atomico del 6 agosto 1945

### Religiose
Cristianesimo:
- Festa della Trasfigurazione di Gesù (Santissimo Salvatore)
- Sant'Anna di Savoia (Anna Paleologina), imperatrice bizantina (Chiese di rito orientale)
- San Cremete, abate
- Santi Felicissimo, Agapito, Gennaro, Magno, Vincenzo e Stefano, martiri di Roma
- Santi Giusto e Pastore, martiri
- San Glisente, apostolo della Val Camonica
- San Goderanno, abate e vescovo
- San Guglielmo Sanz, martire mercedario
- Santa Maria Francesca di Gesù (Anna Maria Rubatto), fondatrice delle Suore cappuccine di Madre Rubatto
- San Sisto II papa e compagni, martiri
- Sant'Ormisda, papa
- Beato Carlo Lopez Vidal, laico, martire
- Beato Gezzelino, eremita
- Beato Guglielmo di Altavilla, mercedario
- Beato Matteo da Bascio, riformatore dei Cappuccini
- Beato Ottaviano di Savona, vescovo
- Beato Tadeusz Dulny, seminarista e martire